# あきた白神駅
あきた白神駅（あきたしらかみえき）は、秋田県山本郡八峰町八森字御所の台（ごしょのだい）にある、東日本旅客鉄道（JR東日本）五能線の駅である。
すべての臨時快速「リゾートしらかみ」が停車する。

## 歴史
旧八森町が1988年（昭和63年）から駅設置の要望を行っていた。

### 年表
- 1997年（平成9年）
  - 4月9日：JR東日本秋田支社が新駅設置を発表[4]。仮称駅名は「御所の台」であった[4]。
  - 10月1日：東日本旅客鉄道の駅として山本郡八森町に開業[2][3]。
- 2020年（令和2年）4月1日：能代駅の業務委託化に伴い、東能代駅管理となる。
- 2024年（令和6年）10月1日：えきねっとQチケのサービスを開始[1][5]。

## 駅構造
単式ホーム1面1線を有する地上駅である。
東能代統括センター（東能代駅）が管理し、八峰町が受託する簡易委託駅である。プレハブ1棟だけの駅舎（待合室、写真左の白と水色の建物）そのものは無人だが、駅舎に隣接する「あきた白神中央管理センター」（写真中央の紺色屋根の建物）で乗車券の販売を受託する。また、指定券の発売もしている。
あきた白神中央管理センター内には女性の観光駅長が配置されており、「リゾートしらかみ」（窓口が閉まる17時以降に到着する4号・6号を除く）の到着時にはホームで乗客を出迎え、周辺の観光案内なども行う。

## 利用状況
JR東日本によると、2023年度（令和5年度）の1日平均乗車人員は13人である。なお、2004年度（平成16年度）までは、当駅がJR東日本管内の有人駅としては最も利用者数が少ない駅であった。
2000年度（平成12年度）以降の推移は以下のとおりである。
| 1日平均乗車人員推移 | 1日平均乗車人員推移 | 1日平均乗車人員推移 | 1日平均乗車人員推移 | 1日平均乗車人員推移 |
| 年度                | 定期外              | 定期                | 合計                | 出典                |
| ------------------- | ------------------- | ------------------- | ------------------- | ------------------- |
| 2000年（平成12年）  |                     |                     | 7                   | [ 利用客数 2 ]      |
| 2001年（平成13年）  |                     |                     | 6                   | [ 利用客数 3 ]      |
| 2002年（平成14年）  |                     |                     | 5                   | [ 利用客数 4 ]      |
| 2003年（平成15年）  |                     |                     | 7                   | [ 利用客数 5 ]      |
| 2004年（平成16年）  |                     |                     | 6                   | [ 利用客数 6 ]      |
| 2005年（平成17年）  |                     |                     | 7                   | [ 利用客数 7 ]      |
| 2006年（平成18年）  |                     |                     | 8                   | [ 利用客数 8 ]      |
| 2007年（平成19年）  |                     |                     | 20                  | [ 利用客数 9 ]      |
| 2008年（平成20年）  |                     |                     | 20                  | [ 利用客数 10 ]     |
| 2009年（平成21年）  |                     |                     | 33                  | [ 利用客数 11 ]     |
| 2010年（平成22年）  |                     |                     | 30                  | [ 利用客数 12 ]     |
| 2011年（平成23年）  |                     |                     | 17                  | [ 利用客数 13 ]     |
| 2012年（平成24年）  | 25                  | 1                   | 27                  | [ 利用客数 14 ]     |
| 2013年（平成25年）  | 25                  | 1                   | 26                  | [ 利用客数 15 ]     |
| 2014年（平成26年）  | 27                  | 1                   | 29                  | [ 利用客数 16 ]     |
| 2015年（平成27年）  | 25                  | 1                   | 27                  | [ 利用客数 17 ]     |
| 2016年（平成28年）  | 26                  | 0                   | 26                  | [ 利用客数 18 ]     |
| 2017年（平成29年）  | 23                  | 0                   | 24                  | [ 利用客数 19 ]     |
| 2018年（平成30年）  | 38                  | 0                   | 38                  | [ 利用客数 20 ]     |
| 2019年（令和元年）  | 29                  | 0                   | 29                  | [ 利用客数 21 ]     |
| 2020年（令和02年）  | 12                  | 0                   | 13                  | [ 利用客数 22 ]     |
| 2021年（令和03年）  | 7                   | 2                   | 9                   | [ 利用客数 23 ]     |
| 2022年（令和04年）  | 7                   | 1                   | 9                   | [ 利用客数 24 ]     |
| 2023年（令和05年）  | 13                  | 0                   | 13                  | [ 利用客数 1 ]      |

## 駅周辺

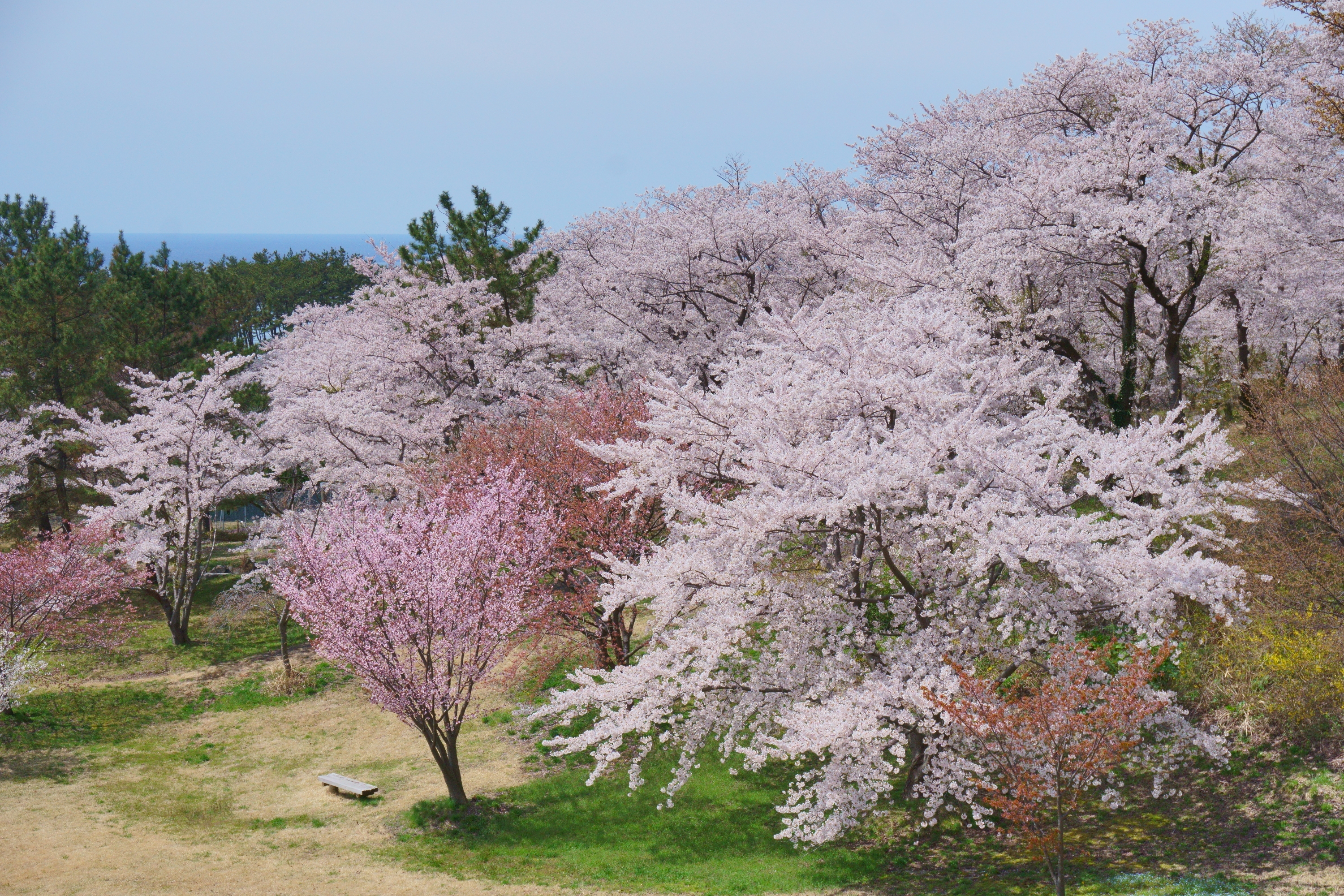
御所の台ふれあいパーク

- 八森いさりび温泉 ハタハタ館 - 跨道橋で連絡[2]。
- あきた白神体験センター
- 御所の台ふれあいパーク
- 濤安の乙女像
- 国道101号
- 八峰町巡回バス「ハタハタ館前」停留所

## 隣の駅
東日本旅客鉄道（JR東日本）
■五能線
- 臨時快速「リゾートしらかみ」停車駅

□快速
能代駅 ← あきた白神駅 ← 岩館駅
■普通
滝ノ間駅 - あきた白神駅 - 岩館駅

### 記事本文
1. 1 2 3  「駅の情報（あきた白神駅）：JR東日本」東日本旅客鉄道。2024年8月29日時点のオリジナルよりアーカイブ。2024年9月11日閲覧。
2. 1 2 3 4 5 6 7 8 9 10  『週刊 JR全駅・全車両基地』 31号 青森駅・弘前駅・深浦駅ほか、朝日新聞出版〈週刊朝日百科〉、2013年3月17日、25頁。
3. 1 2  「JR年表」『JR気動車客車編成表 '98年版』ジェー・アール・アール、1998年7月1日、182頁。ISBN 4-88283-119-8。
4. 1 2 3  「温泉施設に対応 五能線に新駅 JR秋田支社」『交通新聞』交通新聞社、1997年4月15日、1面。
5. ↑  「Suicaエリア外もチケットレスで! 東北エリアから「えきねっとQチケ」がはじまります (PDF)」（プレスリリース）、東日本旅客鉄道、2024年7月11日。2024年8月13日閲覧。

### 利用状況
1. 1 2  「各駅の乗車人員 2023年度 101位以下（8）| 企業サイト：JR東日本」東日本旅客鉄道。2025年7月22日閲覧。
2. ↑  「JR東日本：各駅の乗車人員（2000年度）」東日本旅客鉄道。2025年7月22日閲覧。
3. ↑  「JR東日本：各駅の乗車人員（2001年度）」東日本旅客鉄道。2025年7月22日閲覧。
4. ↑  「JR東日本：各駅の乗車人員（2002年度）」東日本旅客鉄道。2025年7月22日閲覧。
5. ↑  「JR東日本：各駅の乗車人員（2003年度）」東日本旅客鉄道。2025年7月22日閲覧。
6. ↑  「JR東日本：各駅の乗車人員（2004年度）」東日本旅客鉄道。2025年7月22日閲覧。
7. ↑  「JR東日本：各駅の乗車人員（2005年度）」東日本旅客鉄道。2025年7月22日閲覧。
8. ↑  「JR東日本：各駅の乗車人員（2006年度）」東日本旅客鉄道。2025年7月22日閲覧。
9. ↑  「JR東日本：各駅の乗車人員（2007年度）」東日本旅客鉄道。2025年7月22日閲覧。
10. ↑  「JR東日本：各駅の乗車人員（2008年度）」東日本旅客鉄道。2025年7月22日閲覧。
11. ↑  「JR東日本：各駅の乗車人員（2009年度）」東日本旅客鉄道。2025年7月22日閲覧。
12. ↑  「JR東日本：各駅の乗車人員（2010年度）」東日本旅客鉄道。2025年7月22日閲覧。
13. ↑  「JR東日本：各駅の乗車人員（2011年度）」東日本旅客鉄道。2025年7月22日閲覧。
14. ↑  「JR東日本：各駅の乗車人員（2012年度）」東日本旅客鉄道。2025年7月22日閲覧。
15. ↑  「各駅の乗車人員 2013年度 ベスト100以外（9）：JR東日本」東日本旅客鉄道。2025年7月22日閲覧。
16. ↑  「各駅の乗車人員 2014年度 ベスト100以外（9）：JR東日本」東日本旅客鉄道。2025年7月22日閲覧。
17. ↑  「各駅の乗車人員 2015年度 ベスト100以外（9）：JR東日本」東日本旅客鉄道。2025年7月22日閲覧。
18. ↑  「各駅の乗車人員 2016年度 ベスト100以外（9）：JR東日本」東日本旅客鉄道。2025年7月22日閲覧。
19. ↑  「各駅の乗車人員 2017年度 ベスト100以外（9）：JR東日本」東日本旅客鉄道。2025年7月22日閲覧。
20. ↑  「各駅の乗車人員 2018年度 ベスト100以外（9）：JR東日本」東日本旅客鉄道。2025年7月22日閲覧。
21. ↑  「各駅の乗車人員 2019年度 ベスト100以外（8）：JR東日本」東日本旅客鉄道。2025年7月22日閲覧。
22. ↑  「各駅の乗車人員 2020年度 101位以下（8）| 企業サイト：JR東日本」東日本旅客鉄道。2025年7月22日閲覧。
23. ↑  「各駅の乗車人員 2021年度 101位以下（8）| 企業サイト：JR東日本」東日本旅客鉄道。2025年7月22日閲覧。
24. ↑  「各駅の乗車人員 2022年度 101位以下（8）| 企業サイト：JR東日本」東日本旅客鉄道。2025年7月22日閲覧。